# Lino de França
Lino de França (Fernandópolis, ) é um cantor de forró e acordeonista brasileiro.
Lino nasceu em  interior do estado de São Paulo. Seu pai, Luiz Diana, também foi um sanfoneiro, com quem aprendeu a tocar e a admirar Luiz Gonzaga.
Além de interpretar obras de sua autoria, Lino costuma interpretar canções de compositores renomados da música nordestina, como Luiz Gonzaga, Dominguinhos e Jackson do Pandeiro.
Em toda sua trajetória de carreira artística, já gravou três discos: Vida de Viajante - de Gonzagão a Dominguinhos; Tributo a Luiz Gonzada; e Gonzaga Visita Caymmi.